# La Grande Béroche
Ne doit pas être confondu avec La Béroche.
La Grande Béroche est une commune suisse de la région Littoral dans le canton de Neuchâtel.

## Histoire
Elle est fondée le 1er janvier 2018 à la suite de l'acceptation de l'initiative populaire du 27 novembre 2016 sur la fusion entre les communes de Bevaix, Saint-Aubin-Sauges, Gorgier, Vaumarcus, Montalchez et Fresens.
La commune est membre de l'association Réseau urbain neuchâtelois (RUN), groupement faîtier des associations de communes du canton de Neuchâtel, et travaille dans ce contexte à la conception d'un plus vaste territoire de collaboration appelé Région Neuchâtel Littoral, avec la Communauté urbaine du Littoral (COMUL) et la Région Entre-deux-Lacs. Cette nouvelle entité devrait voir le jour sous forme associative au plus tard le 30 juin 2019.
La commune est signataire de l'Accord de Positionnement Stratégique (APS) Littoral à l'automne 2017 ; La Grande Béroche, se positionne selon trois axes stratégiques et politiques clairs, résumés sous le slogan Neuchâtel Littoral, qualité de vie au cœur de l'innovation.

## Toponymie
La commune porte le nom de la région naturelle de la Béroche. Les habitants sont des Grands Bérochaux.

## Démographie
Le graphique suivant résume l'évolution de la population de la Grande Béroche depuis 2017 :

## Galerie

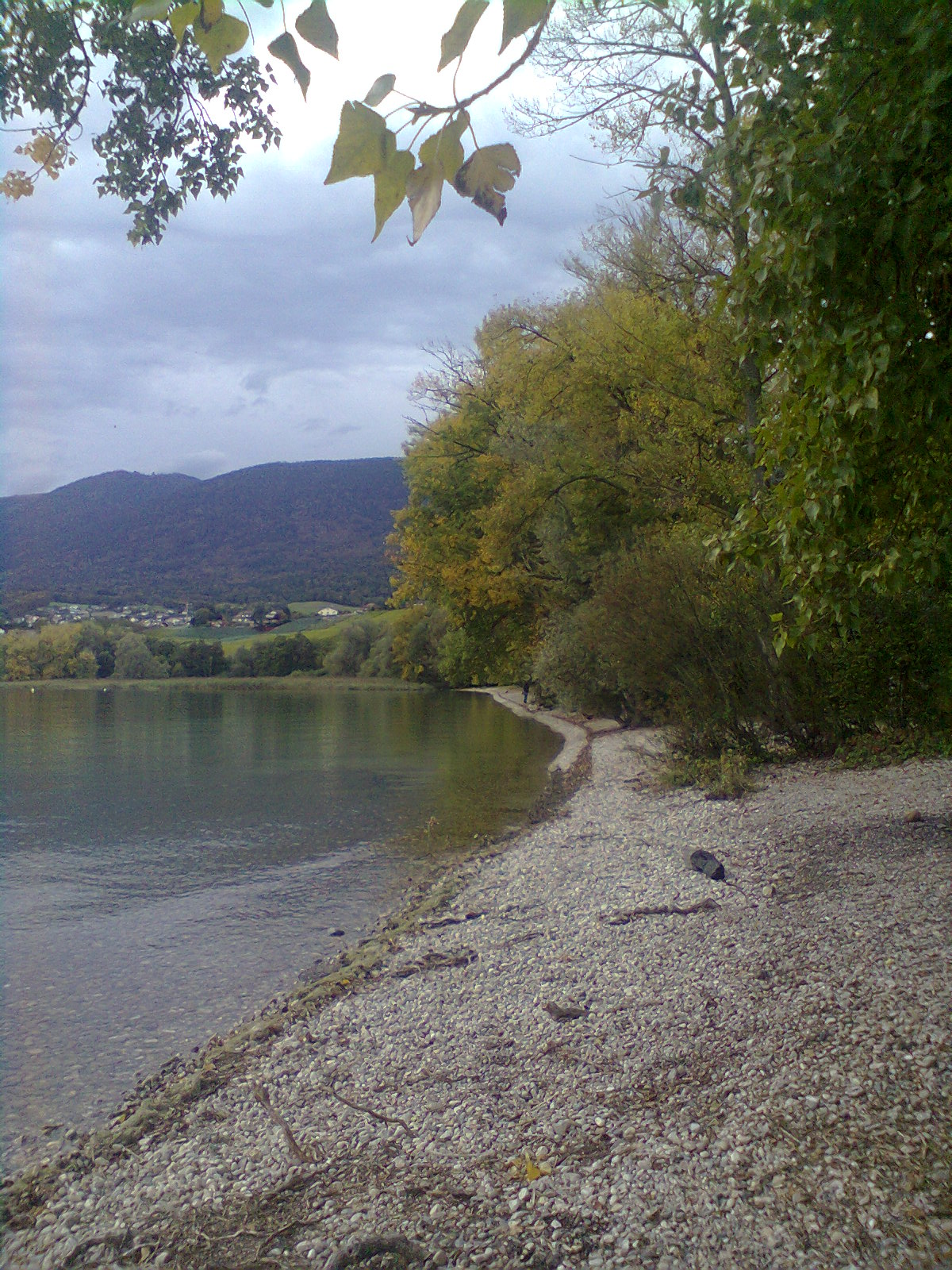
La pointe du grain à Bevaix.